# Другой взгляд (организация)
«Другой взгляд» (англ. Another View) — сыктывкарское общественное объединение, занимающееся вопросами защиты прав человека и социальной адаптации сексуальных и гендерных меньшинств (сокр. ЛГБТ).
Лидер ЛГБТ-движения Республики Коми — Артём Калинин. Руководство организации — Артём Калинин, Екатерина Хомутинникова.

## Деятельность организации
«Другой взгляд» проводит различные публичные акции, семинары, тренинги, обсуждения, распространяет информационные материалы, участвует в общественных теледебатах.
Организация взаимодействует с Центром психологической помощи города Сыктывкара и Центром по профилактике СПИДа, обществом «Мемориал», Московской Хельсинкской группой, региональным антифашистским движением, европейским отделением международной организации ILGA.
23 апреля несколько десятков людей вышли на акцию «День молчания», посвященную проблеме насилия над представителями сексуальных меньшинств.
17 мая прошла акция в рамках всероссийского Радужного флешмоба.
26 июня прошла акция приуроченная к Международному дню радужного флага.
31 июля с другими общественными организациями «Другой взгляд» участвовал в акции «Стратегия-31».
16 октября в Сыктывкаре прошёл семинар «Дискриминация сексуальных меньшинств в контексте прав человека» при участии председателя Российской ЛГБТ-сети Игоря Кочеткова, исполнительного директора МХГ Нины Таганкиной, председателя регионального отделения «Мемориала» Игоря Сажина. Неожиданно с поддержкой организации выступил один из представителей Русской Православной Церкви Сыктывкарской и Воркутинской епархии.
Осенью «Другой взгляд» принял участие в благотворительной акции «Помоги детям», собирая детские игрушки, вещи, книги, организуя также тематические вечеринки в одном из местных клубов г. Сыктывкара.
11 октября была проведена акция, приуроченная к Дню камин-аута.
17 октября лидер организации Артём Калинин принял участие в дебатах телестудии «Открытое голосование», приуроченных к Международному дню толерантности.
25 октября Артём Калинин выступил в телепередаче «Вопрос с пристрастием».
17 декабря проведена акция в память о гомосексуалах, репрессированных в СССР.
17-18 декабря в Москве прошла III конференция Общероссийской ЛГБТ-сети, на которой присутствовал председатель КРОО «Другой взгляд» Артём Калинин от Республики Коми.
29 января 2011 года в Сыктывкаре было совершено нападение на Артёма Калинина, ведётся следствие.
12 мая 2011 года Артём Калинин покинул пост председателя КРОО «Другой взгляд», Вячеслав Слюсарев назначен новым руководителем организации.
8 сентября 2011 года Вячеслав Слюсарев оставил пост председателя КРОО «Другой взгляд». Лидером организации вновь стал Артём Калинин совместно с Екатериной Хомутинниковой.
23 сентября 2011 года КРОО «Другой взгляд» отметил День гордости бисексуалов.
Артём Калинин дал интервью «Красному знамени».
9 декабря 2011 года создана Межрегиональная ЛГБТ-ассоциация «Северная Лига».
10 декабря 2011 года КРОО «Другой взгляд» поддержал митинг против ПЖиВ.
17 декабря 2011 года в Сыктывкаре почтили память геев — жертв политических репрессий.
19 января 2012 года ЛГБТ-активисты совместно с «Антифа» провели акцию против фашизма.